# Yếu tố giải phóng ở sinh vật nhân thực
Yếu tố chấm dứt dịch mã ở nhân thực 1 (eRF1), còn được gọi là TB3-1, là một protein mà ở người được mã hóa bởi gen ETF1.
Ở sinh vật nhân chuẩn, đây là yếu tố giải phóng duy nhất (eRF) nhận diện tất cả ba codon dừng. Quá trình kết thúc tổng thể là tương tự như ở nhân sơ, nhưng sau đó có 3 yếu tố giải phóng riêng biệt tồn tại là, RF1, RF2 và RF3.

## Chức năng
Việc chấm dứt sinh tổng hợp protein và giải phóng chuỗi polypeptide vừa được tổng hợp được báo hiệu bởi sự hiện diện của một codon dừng trong khung ở vị trí aminoacyl của ribosome. Quá trình chấm dứt dịch mã là phổ quát và được trung gian bởi các yếu tố giải phóng (RF) và GTP. RF lớp 1 nhận ra codon dừng và thúc đẩy quá trình thủy phân liên kết este liên kết chuỗi polypeptide với vị trí peptidyl của tRNA, một phản ứng xúc tác tại trung tâm peptidyl transferase của ribosome. Các RF lớp 2, không phải là đặc hiệu codon và không nhận ra codon, kích thích hoạt động RF lớp 1 và phụ thuộc vào GTP cho quá trình này. Trong sinh vật nhân sơ, cả RF lớp 1, RF1 và RF2, đều nhận ra UAA; tuy nhiên, UAG và UGA được giải mã đặc hiệu theo thứ tự bởi RF1 và RF2, tương ứng. Trong sinh vật nhân chuẩn, eRF1 hoặc ETF1, kiêm cả chức năng của RF1 và RF2, có chức năng như một RF toàn năng, giải mã tất cả ba mã kết thúc.